# Гридино (Головинское сельское поселение)
Гридино — деревня в Судогодском районе Владимирской области, входит в состав Головинского сельского поселения.

## География
Деревня расположена в 10 км на восток от центра поселения посёлка Головино и в 29 км на запад от райцентра города Судогда.

## История
В конце XIX — начале XX века деревня входила в состав Авдотьинской волости Судогодского уезда, с 1926 года — в составе Александровской волости Владимирского уезда. В 1859 году в деревне числилось 15 дворов, в 1905 году — 22 двора, в 1926 году — 30 хозяйств.
С 1929 года деревня входила с состав Сойменского сельсовета Судогодского района, с 2005 года — в составе Головинского сельского поселения.

## Население
| 1859 | 1905 | 1926 | 2002 | 2010 | 2021 |
| ---- | ---- | ---- | ---- | ---- | ---- |
| 95   | ↗109 | ↗127 | ↘6   | ↘0   | →0   |